# Josef Bachmayer
Josef Bachmayer (* 7. September 1940 in Lambrechten) ist ein ehemaliger österreichischer Politiker (SPÖ) und Arbeiterkammerstellenleiter. Er war von 1991 bis 2000 Abgeordneter zum Burgenländischen Landtag.
Bachmayer besuchte nach der Pflichtschule die dreijährige landwirtschaftliche Fachschule in Rotthalmünster und war danach bis 1964 Gutsadjunkt in Bruck an der Leitha. Er arbeitete danach von 1964 bis 1973 als Versicherungsangestellter und trat 1973 in den Dienst der Arbeiterkammer-Bezirksstelle Neusiedl am See, an der er später die Funktion des Amtsstellenleiters übernahm. Im politischen Bereich engagierte er sich ab 1971 als Ortsparteiobmann der SPÖ-Parndorf, wobei er 1972 Gemeinderat und Gemeindevorstandsmitglied sowie 1982 Vizebürgermeister wurde. Im Jahr 1987 übernahm er zudem das Amt des SPÖ-Bezirksparteiobmann-Stellvertreters im Bezirk Neusiedl am See. Bachmayr vertrat die SPÖ vom 18. Juli 1991 bis zum 28. Dezember 2000 im Landtag. 